# Amomum odontocarpum
Amomum odontocarpum là một loài thực vật có hoa trong họ Gừng. Loài này được Fang Ding (Phương Đỉnh) mô tả khoa học đầu tiên năm 1980.
Tên gọi trong tiếng Trung là 波翅豆蔻 (ba sí đậu khấu), nghĩa đen là đậu khấu cánh gợn sóng.

## Phân bố
Loài này có trong khu vực từ khu tự trị Quảng Tây ở đông nam Trung Quốc tới miền bắc Đông Dương, bao gồm Lào và Việt Nam. Môi trường sống là rừng thường xanh miền núi, đôi khi trên đá vôi; ở cao độ 1.200-1.530 m (4.000-5.000 ft).

## Mô tả
Cây cao 50–120 cm. Lá không cuống; lưỡi bẹ 2 khe, 1,5–3 cm; phiến lá hình mác, 40-60 × 7–12 cm, nhẵn nhụi trừ mép có lông cứng ngắn, gốc hình nêm, chóp nhọn. Cụm hoa dạng bông gần giống hình trứng, khoảng 4 cm, 15-20 hoa; cuống 2-4,5 cm; lá bắc màu tía, thuôn dài đến thẳng, 3,3–4 cm × 5–7 mm, mép và đỉnh có lông rung; không có lá bắc con. Đài hoa màu tía, 2,5–3 cm, hơi chẻ ở một bên, có lông tơ ở mặt xa trục, đỉnh 3 răng. Tràng hoa trắng; ống tràng hơi ngắn hơn đài hoa, mặt xa có lông tơ thưa; các thùy thuôn dài, khoảng 2,4 cm × 8 mm. Nhị lép ở bên khoảng 1 mm, nhiều thịt. Cánh giữa môi dưới màu trắng với gân giữa màu da cam, hình trứng ngược, khoảng 3 × 1,5–2 cm, có lông tơ về phía họng, đáy hợp sinh với chỉ nhị tạo thành một ống 2–4 mm. Nhị khoảng 1,4 cm; bao phấn khoảng 1,2 cm; phần phụ liên kết nguyên, khoảng 4 mm. Bầu nhụy 9 góc, có lông tơ dày dặc. Quả nang màu ánh tía, hình cầu-hình trứng, khoảng 3 × 2,5-2,7 cm, nhẵn nhụi, với 9 cánh có răng thưa, đỉnh với đài hoa bền; cuống 1-1,5 cm. Ra hoa tháng 5, tạo quả tháng 8-9.